# Anthospermum bergianum
Anthospermum bergianum är en måreväxtart som beskrevs av Carl Friedrich Wilhelm Cruse. Anthospermum bergianum ingår i släktet Anthospermum och familjen måreväxter. Inga underarter finns listade i Catalogue of Life.